# Margareta Meyer
Margareta Meyer (* 9. April 1938 in Bruck an der Mur, Steiermark; † 19. Mai 2002) war eine österreichische Politikerin (SPÖ).

## Leben
Margareta Meyer besuchte nach der Volks- und der Hauptschule die Handelsschule in Bruck an der Mur. Von 1954 bis 1960 arbeitete sie als Schreibkraft im Sozialreferat der Bezirkshauptmannschaft Bruck an der Mur, danach bis 1968 als Sekretärin im SPÖ-Bezirkssekretariat Bruck. Nach drei Jahren als Sekretärin im Büro des Arbeiterbetriebsrates der Leykam Mürztaler Papierfabrik führte sie ab 1971 die Buchhaltung der Brucker Wohnbau- und Siedlungsvereinigung.
Von 1978 bis 1991 war sie in drei Perioden Abgeordnete des Steirischen Landtags. Dabei hatte sie von 1981 bis 1989 auch die Position der Schriftführerin und von 1989 bis 1991 die der Zweiten Landtagspräsidentin inne. Danach beendete sie ihre politische Laufbahn.

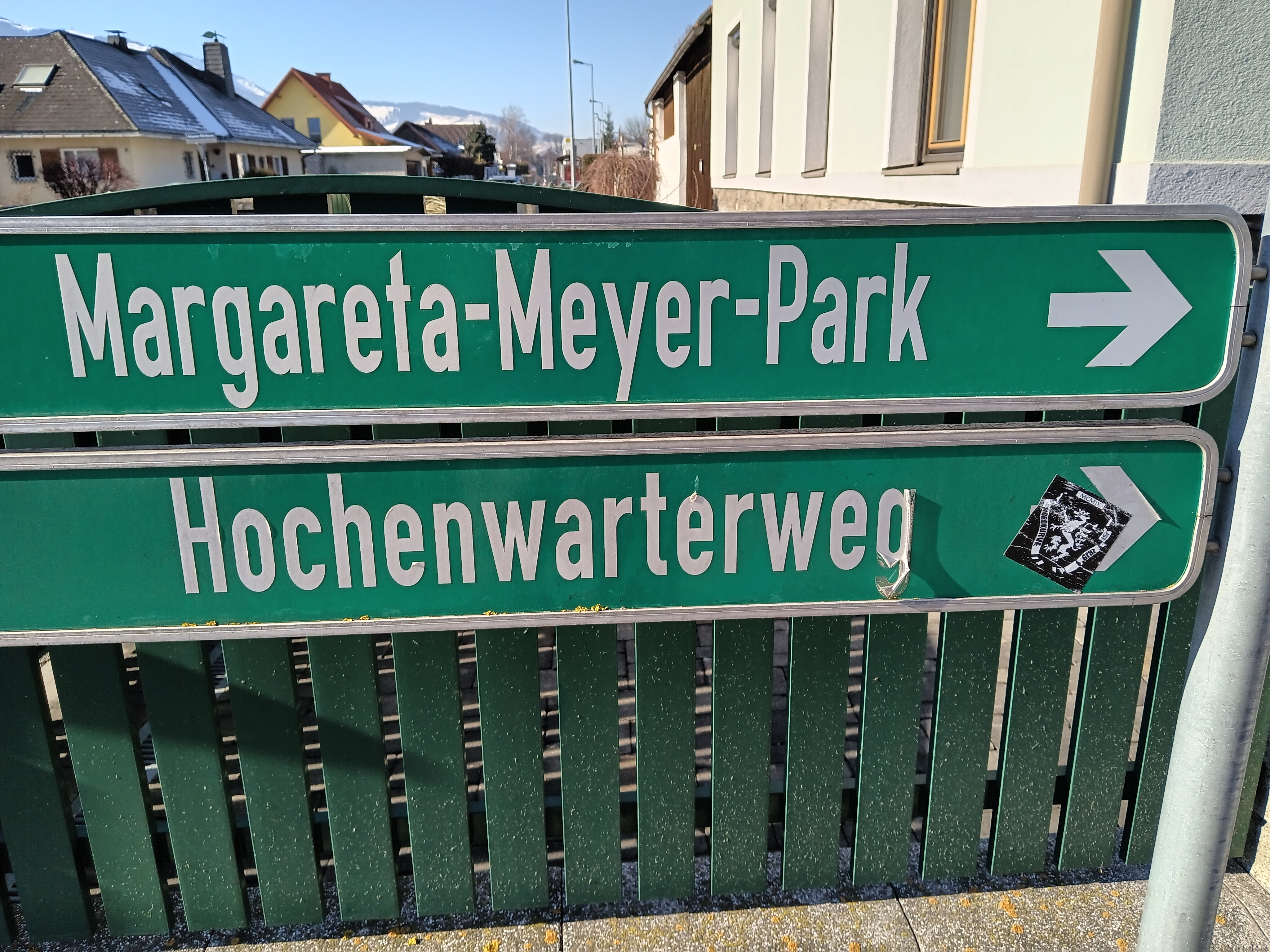
Margareta-Meyer-Park

## Ehrungen
- Nach ihr wurde der Margareta-Meyer-Park in Bruck an der Mur benannt.[3]